# Hipparchia grisescens
Hipparchia grisescens är en fjärilsart som beskrevs av Barend J. Lempke 1957. Hipparchia grisescens ingår i släktet Hipparchia och familjen praktfjärilar. Inga underarter finns listade i Catalogue of Life.